# Znamię Oty

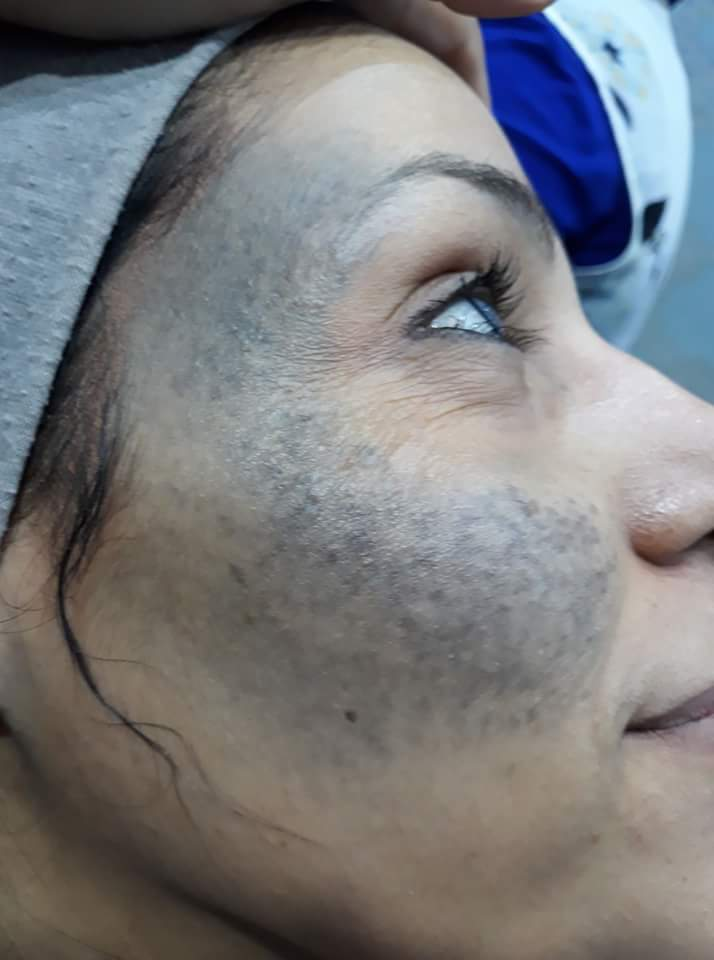
Znamię Oty

Znamię Oty (również melanocytoza okulodermalna) (łac. naevus fuscocoeruleus ophtalmomaxillaris) – zmiana o typie plamy zlokalizowana na twarzy, zwykle jednostronnie, występująca przez całe życie. Po raz pierwszy została zauważona w Japonii przez Mokutaro Kinoshita w 1939.
Obejmuje spojówkę, powiekę, twardówkę, mięśnie oka, oraz okoliczną skórę twarzy. Ma zmienny kształt i wielkość oraz może mieć różną budowę histologiczną. Najczęściej przyjmuje barwę niebieskawą lub szaro-brązową.
Z uwagi na zajęcie wielu tkanek w okolicy oka nie jest możliwe chirurgiczne usunięcie zmiany. Jedyną szansą na zmniejszenie widoczności zmiany jest kosmetyczne tuszowanie zmiany. Zmiana ta jest bardzo rzadka u ludzi białej odmiany człowieka.

## Przypadki wśród celebrytów
- Aktorka Daniela Ruah (Agenci NCIS: Los Angeles)[4]